# Boulaye Dia
Boulaye Dia (Oyonnax, 1996. november 16. —) francia születésű szenegáli származású kettős állampolgár labdarúgó. A Serie A-ban szereplő Salernitana játékosa.

## Pályafutása

### Stade Reims
2018 nyarán igazolt a klub akadémiájára, ahol kezdetben a tartalékcsapatban kapott lehetőséget. Első mérkőzését az AF Bobigny elleni 1–2-s idegenbeli negyedosztályú bajnokin játszotta.
Október 20-án debütál a felnőttcsapatba az SCO Angers ellen, melyen az utolsó 7 percben kapott lehetőséget, Rémi Oudin-t váltva a döntetlenre végződő első osztályú mérkőzésen. November 24-én a 14. fordulóban szerezte első gólját az En Avant de Guingamp ellen.

### Villarreal CF
2021. július 13-án igazolták le a Stade de Reims együttesétől, és egy öt éves szerződést kötöttek vele.
Augusztus 11-én mutatkozott be a Villarreal színeiben a Chelsea elleni UEFA-szuperkupa mérkőzésen. A találkozó 73. percében asszisztot készített elő Gerard Morenonak.
5-nappal később mutatkozott be a bajnokságban a Granada CF elleni döntetlenre végződő mérkőzésen, amit végigjátszott. 
Október 26-án szerezte első gólját a csapat színeiben, egy 3–3-ra végződő Cádiz CF elleni bajnokin. Előbb csereként Paco Alcácer-t váltotta, 6 perccel később volt eredményes, majd a 90+5. percben Arnaut Danjuma-t segítette ki assziszttal. November 30-án debütált a spanyol kupasorozatban a Victoria CF elleni 8–0-ra nyert találkozón, a 82. percben a 7. gólt ő szerezte. December 21-én a Deportivo Alavés elleni 5–2-s hazai találkozón két góllal, plusz egy gólpasszal vette ki részét.

### Salernitana(az elő év kölcsönben)
2022. augusztus 18-án kölcsönbe érkezett vételi opcióval a 2022/23-as idény végéig a Salerno együtteséhez.
Az első mérkőzését két nappal szerződtetése után játszotta idegenbeli környezetben a Udinese Calcio elleni gólnélküli bajnokin. A következő fordulóban szerezte első gólját melyen két gólpasszt is kiosztott a Sampdoria elleni 4–0-s hazai találkozón. A további két fordulóban ismét gólt jegyzett a Bologna és az Empoli elleni döntetlenre végződő mérkőzéseken.
2023. július 1-jén a klub kivásárolta a Villarreal CF kötelékéből, Diával 2026-ig kötöttek szerződést.

## Válogatott karrier
Mivel kettős állampolgársággal rendelkezik, így jogában állt a francia vagy a szenegáli válogatottat képviselnie.

### Szenegál
2020. október első napján hívták be a felnőttcsapatba a Marokkó elleni barátságos mérkőzésere. Nyolc nap múlva debütált is az 56. percben Famara Diédhiou-t váltva.
2021. szeptember 7-én szerezte első gólját a katari vb selejtezőjében, idegenbeli környezetben a Kongó elleni 1–3 során, a találkozó nyitógólját szerezte a 27. percben.
2022. november 11-én Aliou Cissé szövetségi kapitány nevezte a 26-fős keretbe a 2022-es katari világbajnokságra.
November 21-én játszotta élete első világbajnoki mérkőzését a Hollandia elleni 0–2 során.
A csoportkör következő találkozóján november 25-én Katar ellen szerezte meg harmadik gólját a 21. mérkőzésén, az első félidő 41. percében volt eredményes.

## Statisztika
2023. június 24-i állapot szerint.
| Klub                  | Szezon           | Bajnokság              | Bajnokság | Bajnokság | Kupa  | Kupa  | Nemzetközi | Nemzetközi | Egyéb | Egyéb | Összes | Összes |
| Klub                  | Szezon           | Liga                   | Mérk.     | Gólok     | Mérk. | Gólok | Mérk.      | Gólok      | Mérk  | Gólok | Merk.  | Gólok  |
| --------------------- | ---------------- | ---------------------- | --------- | --------- | ----- | ----- | ---------- | ---------- | ----- | ----- | ------ | ------ |
| Jura Sud Foot         | 2017/18          | Championnat National 2 | 21        | 15        | —     | —     | —          | —          | —     | —     | 21     | 15     |
| Jura Sud Foot         | Összesen         | Összesen               | 21        | 15        | —     | —     | —          | —          | —     | —     | 21     | 15     |
| Reims II              | 2018/19          | Championnat National 2 | 6         | 2         | —     | —     | —          | —          | —     | —     | 6      | 2      |
| Reims II              | Összesen         | Összesen               | 6         | 2         | —     | —     | —          | —          | —     | —     | 6      | 2      |
| Stade Reims           | 2018/19          | Ligue 1                | 18        | 3         | 3     | 1     | —          | —          | —     | —     | 21     | 4      |
| Stade Reims           | 2019/20          | Ligue 1                | 24        | 7         | 4     | 1     | —          | —          | —     | —     | 28     | 8      |
| Stade Reims           | 2020/21          | Ligue 1                | 36        | 14        | 1     | 2     | 2          | 0          | —     | —     | 39     | 16     |
| Stade Reims           | Összesen         | Összesen               | 78        | 24        | 8     | 4     | 2          | 0          | 0     | 0     | 88     | 28     |
| Villarreal            | 2021/22          | La Liga                | 25        | 5         | 1     | 1     | 8          | 1          | 1     | 0     | 35     | 7      |
| Villarreal            | Összesen         | Összesen               | 25        | 5         | 1     | 1     | 8          | 1          | 1     | 0     | 35     | 7      |
| Salernitana (kölcsön) | 2022/23          | Serie A                | 33        | 16        | 0     | 0     | —          | —          | —     | —     | 33     | 16     |
| Salernitana (kölcsön) | Összesen         | Összesen               | 33        | 16        | 0     | 0     | —          | —          | —     | —     | 33     | 16     |
| KARRIER ÖSSZESEN      | KARRIER ÖSSZESEN | KARRIER ÖSSZESEN       | 163       | 62        | 9     | 5     | 10         | 1          | 1     | 0     | 183    | 68     |

1. ↑  Egy mérkőzés a Francia Ligakupában.
2. ↑  Három mérkőzés a Francia Ligakupában.
3. ↑  Mérkőzése(i) az Európa Ligában.
4. ↑  Mérkőzése(i) a Bajnokok Ligájában.
5. ↑  Mérkőzése(i) az UEFA Szuperkupában.

### A válogatottban
2023. április 17-i állapot szerint.
| Szenegál | Szenegál | Szenegál |
| Év       | Mérk.    | Gólok    |
| -------- | -------- | -------- |
| 2020     | 3        | 0        |
| 2021     | 6        | 1        |
| 2022     | 14       | 2        |
| 2023     | 2        | 2        |
| ÖSSZESEN | 25       | 5        |

## Sikerei, díjai

### Szenegál
- 2021-es afrikai nemzetek kupája